# مون-کارمل، کبک
مون-کارمل (به فرانسوی: Mont-Carmel) شهری در منطقه شهری کاموراسکا ناحیه با-سن-لوران در استان کبک کانادا است. در سرشماری سال ۲۰۱۱ این شهر ۱٬۲۰۵ نفر جمعیت داشته‌است و مساحت آن ۴۳۵٫۲۹ کیلومتر مربع است.